# Katalin Jászonyi
Katalin Jászonyi (* 1947) ist eine ungarische Badmintonspielerin. 

## Karriere
Katalin Jászonyi siegte 1965 erstmals bei den nationalen Titelkämpfen in Ungarn, wobei sie gleich in allen drei möglichen Disziplinen erfolgreich war. 1966 und 1967 folgten weitere Triples, 1968 siegte sie in zwei Disziplinen.

## Sportliche Erfolge
| Saison | Veranstaltung                 | Disziplin   | Platz | Name                               |
| ------ | ----------------------------- | ----------- | ----- | ---------------------------------- |
| 1965   | Ungarn: Einzelmeisterschaften | Mixed       | 1     | Ferenc Jászonyi / Katalin Jászonyi |
| 1965   | Ungarn: Einzelmeisterschaften | Dameneinzel | 1     | Katalin Jászonyi                   |
| 1965   | Ungarn: Einzelmeisterschaften | Damendoppel | 1     | Katalin Jászonyi / Irén Geblusek   |
| 1966   | Ungarn: Einzelmeisterschaften | Mixed       | 1     | János Cserni / Katalin Jászonyi    |
| 1966   | Ungarn: Einzelmeisterschaften | Dameneinzel | 1     | Katalin Jászonyi                   |
| 1966   | Ungarn: Einzelmeisterschaften | Damendoppel | 1     | Katalin Jászonyi / Renáta Doba     |
| 1967   | Ungarn: Einzelmeisterschaften | Mixed       | 1     | Janos Cserni / Katalin Jászonyi    |
| 1967   | Ungarn: Einzelmeisterschaften | Dameneinzel | 1     | Katalin Jászonyi                   |
| 1967   | Ungarn: Einzelmeisterschaften | Damendoppel | 1     | Katalin Jászonyi / Erzsébet Wolf   |
| 1968   | Ungarn: Einzelmeisterschaften | Dameneinzel | 1     | Katalin Jászonyi                   |
| 1968   | Ungarn: Einzelmeisterschaften | Damendoppel | 1     | Katalin Jászonyi / Éva Cserni      |